# Türkmenakören
Türkmenakören is een dorp gelegen ten noordoosten van de stad Emirdağ in de Turkse provincie Afyonkarahisar. Het dorp is een van de grootste dorpen van het district Emirdağ.

## Demografische gegevens
Het dorp telt ongeveer 474 inwoners en huisvest in de zomerperiode een aantal duizenden personen die er op vakantie of familiebezoek komen. Het betreft hier veel emigranten die in België in Brussel en Gent wonen. Elders zijn er ook mensen van Türkmenakören die voornamelijk wonen in Nederland, Frankrijk, Denemarken en Duitsland.
De meeste inwoners van het dorp zijn werkzaam in de landbouw en doen aan veeteelt. Zo verkopen zij melk, wol, fruit aan bedrijven die zich gevestigd hebben in Emirdağ of ze verkopen het zelf op de marktplaats van Emirdağ.

## Klimaat
Het dorp ligt in de Egeïsche klimaatzone maar heeft een droog landelijk klimaat met weinig neerslag. In het hoogseizoen zijn er extreme temperatuurverschillen. Zo heeft men in de winter periode hevige sneeuwval en in de zomer is er dan een droge warme klimaat met zomertemperaturen die wel tot 38° tot 40°C kunnen bereiken.